# حسین‌آباد اشکشان
حسین‌آباد اشکشان، روستایی از توابع بخش مرکزی شهرستان اصفهان در استان اصفهان ایران است.
مردم این روستا عموما به شغل کشاورزی و دامداری مشغول هستند. 

## جمعیت
این روستا در دهستان براآن شمالی قرار دارد و براساس سرشماری مرکز آمار ایران در سال ۱۳۸۵، جمعیت آن ۴۴۰ نفر (۹۹خانوار) بوده‌است.